# Fitilieu
Fitilieu foi uma comuna francesa na região administrativa de Auvérnia-Ródano-Alpes, no departamento de Isère. Estendia-se por uma área de 10,01 km². Em 2010 a comuna tinha 1 709 habitantes (densidade: 170,7 hab./km²).
Em 1 de janeiro de 2016, passou a formar parte da nova comuna de Les Abrets-en-Dauphiné.